# AT&T Tower (Minneapolis)
AT&T Tower je kancelářský mrakodrap v americkém Minneapolis. Má 34 podlaží a výšku 141,4 metrů. Výstavba probíhala v letech 1989 – 1991 podle projektu společnosti Walsh Bishop Associates, Inc..